# Ścieżka przyrodniczo-leśna w Lesie Marcelińskim

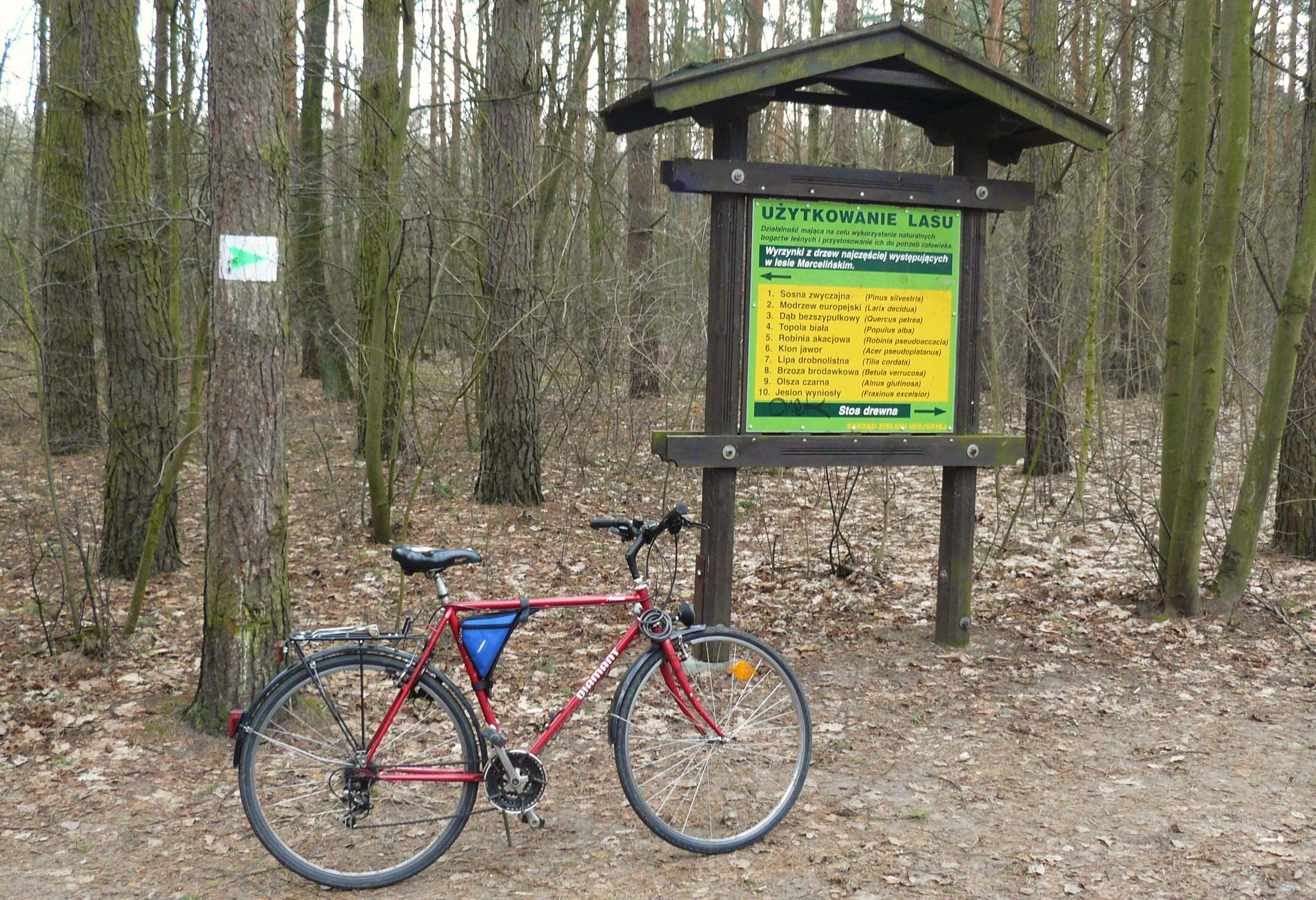
Znak ścieżki i tablica na trasie

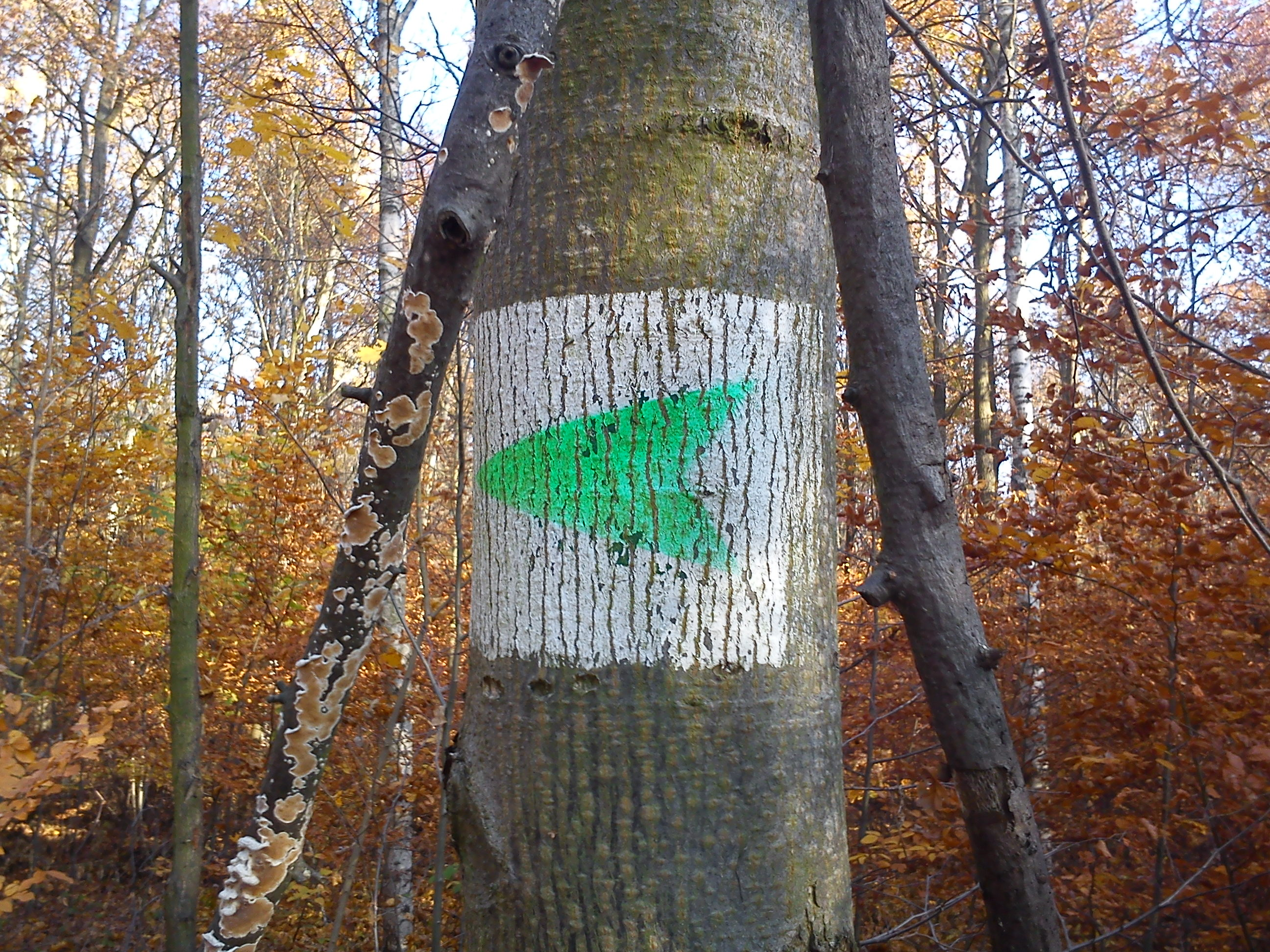
Zbliżenie znaku ścieżki

Ścieżka przyrodniczo-leśna w Lesie Marcelińskim – ścieżka dydaktyczna wytyczona przez tereny Lasku Marcelińskiego w Poznaniu. Trasę wyznakował Zarząd Zieleni Miejskiej.

## Charakterystyka
Ścieżka ma za zadanie zapoznać odwiedzających las z podstawowymi zagadnieniami ekologii i gospodarki leśnej, a także przybliżyć florę i faunę leśną. Na ścieżce postawiono osiem tablic przystankowych:
- plan ścieżki i podstawowe informacje,
- góra saneczkowa,
- hodowla lasu,
- użytkowanie lasu,
- ochrona lasu,
- ochrona przeciwpożarowa,
- użytek ekologiczny,
- zagospodarowanie rekreacyjne.

Całość ścieżki podzielona jest na dwa warianty:
- dłuższy (2,9 km),
- krótszy (2,1 km).

Znakowanie ścieżki odbywa się poprzez umieszczanie zielonych trójkątów na białym tle na drzewach. Przebycie trasy ułatwiają deszczochrony i ławeczki.